# Jacoona jusana
Jacoona jusana är en fjärilsart som beskrevs av Druce 1895. Jacoona jusana ingår i släktet Jacoona och familjen juvelvingar. Inga underarter finns listade i Catalogue of Life.